# セーハ・ド・マール
セーハ・ド・マール（葡: Serra do Mar）は、ブラジルの南東部の山脈である。エスピリトサント州からサンタカタリーナ州にかけて約1,500kmを貫く。また、リオグランデ・ド・スル州の北東部にあるセーハ・ジェラル山脈を含めることもある。セーハ・ド・マールはポルトガル語で「海岸山脈」を意味し、大西洋に並行している。
主要な断崖は沿岸部と、内陸の標高500-1,500mの台地との境界線を形成している。
ブラジルの世界遺産の一つである大西洋岸森林南東部の保護区群の一部を構成している。